# Ivindo
L'Ivindo est une rivière du Gabon. C'est un des principaux affluents de l'Ogooué dans lequel il se jette en rive droite. Dans son cours supérieur, il délimite la frontière avec la République du Congo sous le nom de Djoua.

## Géographie
L'Ivindo, dont la longueur avoisine les 500 km, prend sa source au nord-est du Gabon, non loin de la frontière du Congo-Brazzaville. Il se jette dans l'Ogooué en rive droite au niveau de la localité de Kankan, après avoir suivi une direction allant principalement du nord-est vers le sud-ouest. 
Le bassin de l'Ivindo est recouvert de vastes étendues de forêts vierges souvent primaires, c'est-à-dire non altérées par l'homme. La rivière coule entrecoupée de rapides et de chutes. Certaines d'entre elles sont superbes et spectaculaires (Kongou, Mingouli). Son cours inférieur est situé sur le territoire du parc national d'Ivindo. Au nord du bassin s'étend également le vaste parc national de Minkébé riche en nature vierge et regroupant une population de pas moins de 30 000 éléphants. 
La voie ferrée du Transgabonais traverse la rivière au niveau de sa confluence avec l'Ogooué.

## Affluents
Affluents de rive droite :
- La Mvoung
- La Nsie
- La Nouna

Affluents de rive gauche :
- Le Zadiê
- La Djouah ou Iyêzê
- La Liboumba
- La Mouniandjê ou Mouniangui

## Villes traversées
- Makokou, au confluent de la Liboumba

## Hydrométrie - Les débits à Loa-Loa
Le débit de la rivière a été observé pendant 10 ans (1965-1974) à la station de Loa-Loa, située à quelques kilomètres en aval de la ville de Makokou,. 
À Loa-Loa, le débit annuel moyen ou module observé sur cette période a été de 778 m3/s pour une surface prise en compte de 48 500 km2, soit plus de 80 % du bassin versant total de la rivière. Les chiffres suivants n'incluent pas les importants débits du Mvoung (module de 150 m3/s).
La lame d'eau écoulée dans le bassin atteint ainsi le chiffre de 506 millimètres par an, ce qui peut être considéré comme assez élevé.
L'Ivindo est une rivière abondante, assez bien alimentée en toutes saisons. Le débit moyen mensuel observé en août (minimum d'étiage) atteint 243 m3/s, soit plus ou moins 15 % du débit moyen du mois de novembre (1 667 m3/s), ce qui montre une irrégularité saisonnière modérément élevée pour l'Afrique équatoriale. Sur la durée d'observation de 10 ans, le débit mensuel minimal a été de 120 m3/s en août 1967, tandis que le débit mensuel maximal s'élevait à 1 972 m3/s en novembre 1970.

## Le parc national de l'Ivindo
Le parc national de l'Ivindo (plus ou moins 3 000 km2) a été créé en 2002. La biodiversité comme la beauté des sites y est remarquable. On y trouve notamment les chutes impressionnantes de Kongou et de Mingouli sur le cours inférieur du puissant Ivindo.
On peut y rencontrer des éléphants ainsi que diverses espèces de singes : chimpanzé, mangabey couronné (un cercocèbe), colobe, gorille, cercopithèque pogonias, mandrill et d'autres. On peut y voir aussi de nombreux oiseaux, ainsi que bien d'autres espèces de mammifères : buffle, sitatunga, céphalophe, potamochère, pangolin géant etc.
La plus grande concentration de gorilles du Gabon a été découverte à la clairière de Langoué.
Le parc national comprend la réserve naturelle d'Ipassa, protégée depuis 1971. Dans cette réserve, l'Institut de Recherche en Écologie Tropicale (IRET) gère la Station de Recherche d'Ipassa Makokou.

## Les chutes de Kongou

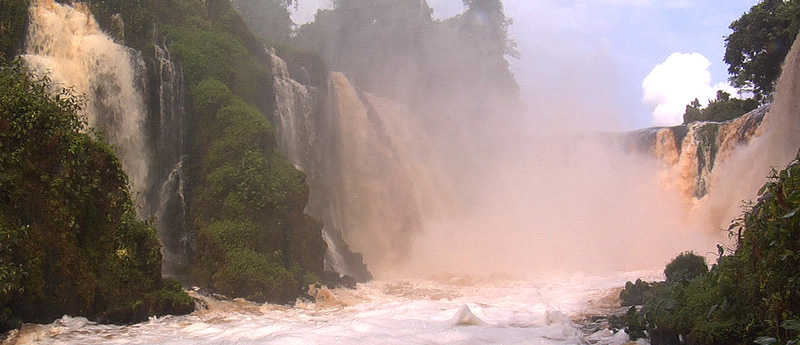
Chutes de Kongou sur la rivière Ivindo.

Ces chutes, réputées comme étant parmi les plus belles d'Afrique, sont aujourd'hui connues un peu partout dans le monde grâce à l'un des épisodes de la série télévisée documentaire Vu du ciel (« Les Héros de la Nature »), série présentée par Yann Arthus-Bertrand et diffusée dans quarante pays.
Quoique situées sur le territoire du parc national de l'Ivindo, leur existence a été et reste gravement menacée par la construction d'une centrale hydroélectrique destinée à l'exploitation de la mine de fer de Bélinga toute proche.